# Meyenburg
Meyenburg è una città di 2 129 abitanti del Brandeburgo, in Germania.
Appartiene al circondario del Prignitz ed è capoluogo dell'Amt Meyenburg.

## Geografia antropica

### Suddivisioni amministrative
Meyenburg si divide in 2 zone, corrispondenti all'area urbana e a 1 frazione (Ortsteil):
- Meyenburg (area urbana), con le località:
  - Bergsoll
  - Buddenhagen
  - Griffenhagen
  - Schabernack
- Schmolde, con le località:
  - Penzlin
  - Penzlin-Süd